# ФК РОПС Рованијеми
ФК РОПС је фински фудбалски клуб из Рованијемија. Основан је 1950. и игра у Првој лиги Финске. Боје клуб су плава и бела. То је један од најсевернијих тренутних прволигаша на свету. Стадион се тренутно реновира. По коначном пласману су 23. тим на вечној листи финских прволигаша. Највећи успех им је био четвртфинале купа Победника Купова.

## Европски успеси
| Сезона  | Такмичење            | Коло    | Држава          | Екипа             | Домаћи | Гости | Укупно |
| ------- | -------------------- | ------- | --------------- | ----------------- | ------ | ----- | ------ |
| 1987–88 | Куп победника купова | 1. коло | Северна Ирска   | ФК Гленторан      | 0–0    | 1–1   | 1–1    |
|         |                      | 2. коло | Албанија        | ФК Влазнија       | 1–0    | 0–1   | 2–0    |
|         |                      | 3. коло | Француска       | ФК Олимпик Марсеј | 0–1    | 3–0   | 0–4    |
| 1989–90 | УЕФА Куп             | 1. коло | Пољска          | ФК Катовице       | 1–1    | 0–1   | 2–1    |
|         |                      | 2. коло | Француска       | ФК Оксер          | 0–5    | 0–3   | 0–8    |
| 1990–91 | УЕФА Куп             | 1. коло | Источна Немачка | ФК Магдебург      | 0–1    | 0–0   | 0–1    |

## Познати бивши играчи
| - Брајан Гринхоф (1983) - Стивен Полак (1984-94) - Јари Еуропеус - Туомо Хакала - Мати Хиука - Јари Илола - Јармо Илола |  | - Мика Котила - Мика Нурмела - Веса Тауриаинен - Ари Тегелберг - Јани Виандер - Кари Виртанен - Сезар Пелегрин (2005) |